# Saison 2 de The Last of Us
 (mai 2025).
Si vous disposez d'ouvrages ou d'articles de référence ou si vous connaissez des sites web de qualité traitant du thème abordé ici, merci de compléter l'article en donnant les références utiles à sa vérifiabilité et en les liant à la section « Notes et références ».
Chronologie
Saison 1 Saison 3
La seconde saison de The Last of Us, série télévisée américaine inspirée des jeux vidéos du même nom, est constituée de sept épisodes, diffusés du 13 avril 2025 au 24 mai 2025 sur HBO.
En France, la saison est diffusée du 14 avril 2025 au 25 mai 2025 sur Max.

## Distribution

### Acteurs principaux
- Pedro Pascal (VF : Boris Rehlinger) : Joel Miller
- Bella Ramsey (VF : Emmylou Homs) : Ellie Williams
- Gabriel Luna (VF : Benjamin Penamaria) : Tommy Miller
- Isabela Merced (VF : Valérie Bescht) : Dina
- Young Mazino (en) (VF : Adrien Antoine) : Jesse

#### Acteurs secondaires
- Rutina Wesley (VF : Fily Keita) : Maria Miller (Épisodes 1 à 3 et 6)
- Kaitlyn Dever (VF : Camille Donda) : Abby Anderson (Épisodes 1 à 2 et 7)
- Danny Ramirez (VF : Aurélien Raynal) : Manny Alvarez (Épisodes 1 à 3 et 7)
- Tati Gabrielle  : Nora Harris (Épisodes 1 à 2 et 5)
- Ariela Barer (VF : Zina Khakhoulia) : Mel (Épisodes 1 à 2 et 7)
- Spencer Lord (en) (VF : Jim Redler) : Owen Moore (Épisode 1 à 2 et 7)
- Catherine O'Hara (VF : Béatrice Delfe) : Gail (Épisodes 1, 3 et 6)
- Robert John Burke (VF : Paul Borne) : Seth (Épisode 1 à 3 et 6)
- Noah Lammana (VF : Jessica Monceau) : Kat (Épisode 1 et 6)
- Ezra Akbonkhese : Benjamin Miller (Épisodes 1, 2 et 6)
- Jeffrey Wright : Isaac Dixon (Épisode 4 et 7)
- Alanna Ubach : Hanrahan (Épisode 4 et 5)
- Ben Ahlers : Burton (Épisodes 4 et 7)
- Hettienne Park : Elise Park (Épisodes 5 et 7)

#### Invités
- Josh Peck : Janowicz (Épisode 4)
- Tony Dalton : Javier Miller (Épisode 6)
- Joe Pantoliano (VF : Nicolas Marié) : Eugene (Épisode 6)

## Liste des épisodes

### Épisode 1:Future Days
- États-Unis : 13 avril 2025 sur HBO
- France : 14 avril 2025 sur Max

- Rutina Wesley (Maria Miller)
- Kaitlyn Dever (Abby Anderson)
- Danny Ramirez (Manny Alvarez)
- Tati Gabrielle (Nora Harris)
- Ariela Barer (Mel)
- Spencer Lord (en) (Owen Moore)
- Catherine O'Hara (Gail)
- Robert John Burke (Seth)
- Noah Lammana (Kat)
- Ezra Akbonkhese (Benji Miller)

Aux portes de Jackson, Joel jure à Ellie que son histoire sur les lucioles est vraie. Ellie accepte son histoire et le duo se dirige vers la communauté. À Salt Lake City, un groupe de Lucioles ayant survécu au massacre de Joel enterrent leurs morts tout en se demandant quoi faire. Abby veut traquer et tuer Joel alors qu'Owen suggère de se rendre à Seattle auprès d'un groupe militaire. Abby accepte tout en jurant de tuer Joel lentement.
Cinq ans plus tard, Jackson accueille de plus en plus de réfugiés et la ville a du mal à rénover d'anciens bâtiments. Joel qui supervise l'équipe de rénovation suggère à Maria de cesser le recrutement mais Maria lui rappelle son statut de réfugié quand il est arrivé. Parallèlement, Ellie découvre via ses entraînements avec Jesse et Tommy que Joel intervient encore dans sa vie malgré leur désaccord.
Joel se rend chez sa psychothérapeute (Gail) qui lui avoue son ressentiment pour avoir tué son mari Eugene. Gail cherche à connaître la source de tension entre Joel et Ellie, Joel affirmant qu'il l'avait sauvé. Parallèlement, Ellie patrouille avec Dina dans un supermarché et tombe sur un nouveau type d'infecté qui la traque. Ellie fini par avoir le dessus non sans s'être fait mordre et en informe le conseil de Jackson tout en cachant sa morsure.
Lors de la soirée du nouvelle an, Ellie danse et embrasse Dina provoquant une réaction homophobe de Seth et l'intervention de Joel pour la défendre mais Ellie repousse et humilie Joel devant la communauté qui quitte la soirée.

### Épisode 2:Through The Valley
- États-Unis : 20 avril 2025 sur HBO
- France : 21 avril 2025 sur Max

- Rutina Wesley (Maria Miller)
- Kaitlyn Dever (Abby Anderson)
- Danny Ramirez (Manny Alvarez)
- Tati Gabrielle (Nora Harris)
- Ariela Barer (Mel)
- Spencer Lord (en) (Owen Moore)
- Robert John Burke (Seth)
- Ezra Akbonkhese : (Benji Miller)

Dans un pavillon, Abby et son groupe observe la ville de Jackson, le groupe se montre inquiet devant les défenses de Jackson mais Abby refuse et part seule en reconnaissance. Owen dit au reste du groupe qu'il va essayer de la convaincre de retourner à Seattle.
À Jackson, Jesse vient chercher Ellie pour la patrouille mais Ellie veut patrouiller avec Joel mais ce dernier voulait la laisser dormir et est parti avec Dina. Jesse et Ellie se rendent à une assemblée ou Tommy parle des infectés récemment découverts dans la neige. Maria force Ellie et Seth à faire la paix avant la patrouille. La communauté découvre les vrilles de cordyceps dans les tuyaux et demande aux patrouilleurs de revenir mais Joel et Dina sont injoignables.
Abby prend en filature une patrouille avant d'être entourée par des centaines d'infectés dans la neige et d'être pris en chasse, elle est sauvée par Joel et Dina qui ne peuvent retourner à Jackson en raison de la tempête, Abby leur suggère de se rendre auprès de ses amis qui les aideront à défendre Jackson. Joel accepte et s'échappe du bâtiment poursuivi par une horde.
Tommy n'arrive pas à joindre Joel avant la bataille faisant quitter Ellie et Jesse de leur refuge. La horde arrive aux portes de Jackson et la communauté utilise du pétrole pour créer des explosions. Tommy remarque un colosse et se dirige vers le centre ville pour s'équiper d'un lance-flamme. La horde pénètre dans la ville grâce au colosse et Tommy s'attaque seul au colosse pour protéger Maria. Il finira par le vaincre permettant à Maria de libérer les chiens et de reprendre le contrôle de la bataille.
Joel et Dina arrivent enfin auprès des amis d'Abby, Abby demande à Mel d'aider Dina avant de révéler l'identité de Joel, Manny prend en otage Dina qui est neutralisée à contrecœur par Mel. Abby se révèle être la fille du chirurgien que Joel a assassiné d'une balle dans la tête. Elle tire dans le genou de Joel et commence à le battre avec un club de golf.
Ellie et Jesse se séparent pour retrouver Joel et Dina. Ellie repère leurs chevaux et pénètre dans le pavillon avant d'être neutralisée par Manny, Owen et Nora. La présence d'Ellie affole le groupe qui prend peur que Jackson arrive. Abby tue Joel en lui empalant le cou avec le club de golf brisé. Le groupe épargne Ellie et Dina et quittent le pavillon avant l'arrivée de Jesse.
- Cet épisode marque la mort de Joel interprété par Pedro Pascal.

### Épisode 3:La voie
- États-Unis : 27 avril 2025 sur HBO
- France : 28 avril 2025 sur Max

- Rutina Wesley (Maria Miller)
- Catherine O'Hara (Gail)
- Robert John Burke (Seth)
- Danny Ramirez (Manny Alvarez)

Après l'attaque, Tommy nettoie le corps de Joel et lui demande d'embrasser Sarah. Hospitalisée, Ellie est endormie après avoir vue la mort de Joel.
Trois mois plus tard, Tommy et Jesse participent à la reconstruction de Jackson. Ellie sort de l'hôpital après une ultime consultation avec Gail qui l'interroge sur la mort de Joel. Ellie prétend ne pas savoir ce que Joel entendait en disant l'avoir sauvée. Se rendant chez Joel, Ellie visite son ancienne chambre et pleure. Récupérant son revolver, Dina rejoint Ellie et lui avoue avoir menti sur les tueurs de Joel, Dina lui dit que Abby est le nom de la meurtrière de Joel. Ellie révèle ses nouvelles informations à Tommy qui refuse d'aller à Seattle venger Joel sachant qu'il ne le ferait jamais mais invite Ellie à en parler à l'assemblée. Elle tente de savoir ce que Jesse pense de son plan mais ce dernier lui conseille de tout écrire pour avoir les idées claires.
Lors de l'assemblée, Ellie demande à la communauté d'apporter une justice pour le meurtre de Joel mais le conseil refuse majoritairement d'envoyer un groupe à Seattle malgré le soutien d'autres habitants comme Seth. Plus tard, Tommy discute avec Gail de son inquiétude envers Ellie. Gail mentionne que Joel n'a pas forgé Ellie vers cette voie mais qu'elle l'a naturellement en elle.
Le soir, Ellie se prépare à quitter Jackson en douce pour Seattle et Dina la rejoint pour l'aider à venger Joel. Seth qui soutient Ellie et Dina leur fournit un cheval et des provisions et les aide à quitter Jackson. Le lendemain matin, Ellie dépose des grains de café sur la tombe de Joel et part avec Dina pour Seattle.
Sur la route vers Seattle, Ellie et Dina parlent de leurs baisers et affirment qu'il ne signifiait rien. Dina parle de la tristesse de Jesse et pense que c'est de sa faute. Arrivant aux portes de la ville, les filles trouvent un groupe tué par balles ce qui prouve à Ellie que le WLF sont des monstres.

### Épisode 4:Jour un
- États-Unis : 4 mai 2025 sur HBO
- France : 5 mai 2025 sur Max

- Jeffrey Wright (Isaac Dixon)
- Alanna Ubach (Hanrahan)
- Ben Ahlers (Burton)
- Josh Peck (Janowicz)

En 2018, une patrouille de la FEDRA se moque des civils qui ont perdu leurs droits. Le sergent Isaac Dixon réprimande l'équipe avant de sortir du fourgon avec le soldat Burton rencontrer un groupe du WLF dirigé par Hanrahan. Isaac révèle son allégeance au WLF et tue l'équipe dans le fourgon tout en offrant à Burton le choix de rejoindre le WLF.
En 2029, Ellie et Dina fouillent les rues de Seattle à la recherche d'indices sur Abby et le WLF. Elles trouvent d'autres cadavres et repère la station de télé du WLF, elles décident d'y aller de nuit. Explorant un magasin de musique, Ellie joue et chante Take on Me pour Dina. Ailleurs, Isaac interroge un Scars mais celui-ci ne coopère pas et se moque de la faiblesse des Wolf qui quittent Isaac pour les rejoindre. Isaac comprenant que le Scars ne parlera pas le tue.
La nuit, les filles s'introduisent dans la station télé et voient avec horreur des soldats du WLF pendus et éventrés. Elle sont obligées de se cacher et de fuir la station devant une patrouille. Se réfugiant dans le métro, le WLF attire accidentellement une horde vers eux, Ellie et Dina arrivent à fuir le métro et pour protéger Dina, Ellie se fait mordre. Se réfugiant dans un théâtre, Dina en pleurs pointe son arme sur Ellie prête à l'abattre mais Ellie lui assure qu'elle est immunisée et s'isole.

### Épisode 5:Ressentez son amour
- États-Unis : 11 mai 2025 sur HBO
- France : 12 mai 2025 sur Max

- Tati Gabrielle (Nora)
- Alanna Ubach (Hanrahan)
- Hettienne Park (Elise Park)

À l'hôpital, le commandant du WLF Hanrahan interroge le sergent Elise Park sur l'envoi d'hommes au sous-sol malgré les avertissements de son fils Leon sur le cordyceps se répandant dans l'air. Hanrahan estime que Park a pris la bonne décision et n'en informera pas le reste du groupe estimant que l'hôpital est trop important pour eux.
En route vers l'hôpital, Ellie et Dina décide de passer par un entrepôt évité par les patrouilles et trouvent un groupe de Scars morts et Ellie propose de nouveau à Dina de retourner au théâtre mais Dina lui raconte son histoire familial tragique ou elle a tuée un pillard qui s'en était pris à sa mère et sa sœur.
À l'intérieur de l'entrepôt, Ellie repère le même type d'infecté qui l'avait attaqué au supermarché et monte un plan avec Dina mais les filles remarquent qu'elles sont encerclées, Ellie fait diversion pendant que Dina court se mettre à l'abri. Elles sont vites submergées par les infectés et sont sauvées par Jesse. Le trio fuit l'entrepôt poursuivi par une patrouille. Se réfugiant dans le parc, Ellie interroge Jesse sur sa présence. Il dit qu'il est venu les chercher avec Tommy. Ils assistent à la pendaison d'un soldat et Dina se fait tirer une flèche dans la jambe. Ellie fait diversion pour permettre à Jesse de transporter Dina vers le théâtre. 
Ellie arrive seule à l'hôpital et trouve Nora et commence à l'interroger sur la position d'Abby. Nora s'excuse pour la brutalité de la mort de Joel et qu'elle est dû assistée à ça avant de la narguer en disant qu'il a eu ce qu'il méritait avant de s'échapper vers les sous-sols. Ellie la suit et trouve Leon dont le corps libère du cordyceps dans l'air. Ellie retrouve Nora contaminée qui se rend compte qu'Ellie est la fille immunisée. Nora parle du massacre de Joel et du fait qu'il a tué le père d'Abby, mais Ellie dit qu'elle le savait. Elle lui demande à nouveau où est Abby mais Nora refuse de parler clamant qu'elle est déjà morte. Mais Ellie rétorque qu'elle peut abréger ses souffrances rapidement ou très lentement puis elle commence à battre Nora avec un tuyau tout en exigeant de savoir où est Abby.

### Épisode 6:Le prix
- États-Unis : 18 mai 2025 sur HBO
- France : 19 mai 2025 sur Max

- Rutina Wesley (Maria Miller)
- Tony Dalton (Javier Miller)
- Robert John Burke (Seth)
- Ezra Akbonkhese (Benji Miller)
- Joe Pantoliano (Eugene)
- Catherine O'Hara (Gail)

En 1983, les jeunes Joel et Tommy s'inquiète de la réaction de leur père à la suite de la bagarre provoquée par Joel pour défendre Tommy qui s'était fait arnaquer en achetant de la drogue. Joel promet à Tommy de prendre l'entièreté de la faute. L'officier Javier Miller avait interrogé le dealer de Tommy et s'énerve devant la protection de Joel. Javier offre une bière à son fils et lui raconte comment son propre père le battait plus violement, exprimant sa culpabilité pour sa propre violence envers ses fils, il demande à Joel de faire mieux avec son propre enfant.
En 2024, deux mois après leur arrivé à Jackson, Joel échange avec Seth plusieurs jouets contre un gâteau pour l'anniversaire d'Ellie. Parallèlement, affecté aux cuisines, Ellie se brûle volontairement le bras pour masquer sa morsure. Tommy la ramène auprès de Joel. Le lendemain, Ellie demande à Joel une chanson comme cadeau et il lui chante Future Days".
En 2025, Joel emmène Ellie au musée d'histoire naturel du Wyoming pour son seizième anniversaire. Dans le module Apollo 15, Joel offre à Ellie le lancement en cassette d'Apollo 11 et Ellie s'imagine voyager dans l'espace. En sortant du musée pour retourner à Jackson, Ellie observe des lucioles.
En 2026, Joel rentre de patrouille en avance et avec un gâteau au chocolat pour le dix-septième anniversaire d'Ellie. Entendant du bruit dans sa chambre, il trouve Ellie au lit avec Cat après qu'elle aient fumées et une relation intime. Joel remarque également le tatouage d'Ellie et la réprimande en ne comprenant pas son comportement. Quelques heures plus tard, Ellie décide de déménager dans le garage, Joel accepte cette nouvelle situation.
En 2028, les soupçons d'Ellie sur le mensonge de Joel sont plus fort que jamais. Joel vient la chercher pour sa première patrouille comme cadeau pour son dix-neuvième anniversaire. Ils sont contactés pour aller aider une autre patrouille et ne trouve qu'Eugene s'étant fait mordre. Eugene demande à Joel et Ellie de le conduire à Jackson pour qu'il dise aurevoir à sa femme Gail. Ellie convainc Joel de le faire et lui promet. Joel emmène Eugene au bord d'un lac et l'exécute. Retournant à Jackson, Joel ment à Gail et lui dit qu'Eugene s'est suicidé mais Ellie maintenant convaincue que Joel lui a menti sur les Lucioles dit la vérité à Gail et rappelle à Joel qu'il lui a juré.
Quelques mois plus tard, au réveillon du nouvel an, Joel continue de surveiller Ellie et intervient quand elle et Dina sont victimes d'homophobie de la part de Seth. Ellie l'humilie et quitte la fête. Après la fête, Ellie le rejoint sur son porche et exige la vérité. à ses questions. Joel en larmes avoue la vérité sur le massacre des Lucioles qu'il a fait pour la sauver, Ellie l'accuse d'avoir enlevé le sens donné à sa vie. Joel affirme que si on lui donnait une seconde chance, il ferait la même chose. Il souhaite à Ellie de faire mieux que lui et Ellie avoue qu'elle ne pense pas pouvoir lui pardonner mais aimerais essayer.

### Épisode 7:Convergence
- États-Unis : 25 mai 2025 sur HBO
- France : 26 mai 2025 sur Max

- Jeffrey Wright (Isaac Dixon)
- Kaitlyn Dever (Abby Anderson)
- Danny Ramirez (Manny Alvarez)
- Ariela Barer (Mel)
- Spencer Lord (en) (Owen Moore)
- Ben Ahlers (Burton)
- Hettienne Park (Elise Park)

Ellie retrouve Dina et Jesse au théâtre, bouleversée par sa propre brutalité envers Nora. Elle révèle à Dina ce que Joël a fait à l'hôpital et qu'elle n'a pas tué Nora, ce qui déstabilise Dina qui souhaite rentrer à Jackson.
Le lendemain, Ellie et Jesse se rendent au point de rendez-vous pour retrouver Tommy. Jesse comprend que Dina est enceinte et réprimande Ellie pour les avoir entraînés dans une guerre qui ne les concerne pas.
Ils interceptent un appel radio de la WLF concernant un sniper que Jesse identifie comme Tommy. Ellie repère l'aquarium puis elle et Jesse se disputent de nouveau sur ce qu'il faut faire. Jesse avoue avoir voté non à sa quête de vengeance pour protéger Jackson. Ellie lui dit que sa communauté a été battue à mort devant elle. Ils finissent par se séparer, Jesse rejoignant la source des coups de feu et Ellie volant un bateau pour rejoindre l'aquarium pour trouver Abby.
La tempête fait échouer Ellie sur l'île des Seraphites qui se préparent à la pendre. Parallèlement, Isaac et les force du WLF attaquent l'île permettant à Ellie de survivre et de s'échapper de l'île pour rejoindre l'aquarium.
Ellie se faufile dans l'aquarium et trouve Owen et Mel. Elle les surprend et les menace de son pistolet pour savoir où est Abby. Owen semble vouloir coopérer, mais Ellie abat Owen après qu'il ait tenté de s'emparer de son arme. Elle voit avec horreur qu'elle a touché Mel au cou qui est enceinte. Mel supplie Ellie de faire sortir son bébé mais Ellie ne sachant comment faire et ne comprenant pas les indications de Mel assiste impuissante à la mort de Mel et de son enfant. Sous le choc, elle est rejointe par Tommy et Jesse qui la ramènent au théâtre.
Tommy et Jesse planifient le voyage de retour vers Jackson, Ellie accepte de rentrer bien qu'Abby soit vivante. Tommy part vers le hall pendant qu'Ellie et Jesse font la paix. Entendant du vacarme dans le hall, Ellie et Jesse se précipitent à la rescousse de Tommy, lorsque Jesse est immédiatement abattu d'une balle dans la tête, Ellie ayant juste le temps de se cacher. Le tireur se révèle être Abby qui leur a tendu un piège. Tommy, blessé, ordonne à Ellie de fuir, mais Abby l'oblige à se montrer en menaçant d'achever Tommy. Tandis qu'Abby la reconnaît, Ellie la supplie d'épargner Tommy mais Abby réplique en disant qu'il a tué ses amis. Mais rongée par la culpabilité, Ellie avoue à Abby que c'est elle qui a tué ses amis et la supplie à nouveau de laisser Tommy en vie. Abby est furieuse qu'Ellie ait gâchée sa chance alors qu'elle a épargné sa vie, puis elle pointe son arme sur Ellie. Alors qu'Ellie la supplie de ne pas tirer, un coup de feu retenti hors écran.
- Cet épisode marque la dernière apparition physique de Jesse interprété par Young Mazino.
- A la fin de l'épisode, le sort d'Ellie est laissé en suspens.
- Dans cet épisode, Owen et Mel sont tués par Ellie, Nora est révélée être toujours "vivante" après avoir été battue par Ellie, elle est présumée devenir une infectée ou s'être suicidée ou tuée par quelqu'un, laissant seulement Abby et Manny comme survivants de leur groupe.